# فيرمين أبيسي
فيرمين أبيسي (بالفرنسية: Firmin Abissi)‏ (مواليد 25 سبتمبر 1951) هو ملاكم بنيني، مثّل بلاده في الألعاب الأولمبية الصيفية في دورتي 1980 و1984.

## روابط خارجية
فيرمين أبيسي على موقع أوليمبيديا (الإنجليزية)